# حسد الرحم والمهبل

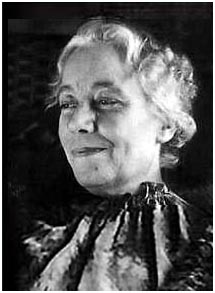

يُشير كل من مصطلح حسد الرحم (بالإنجليزية: womb envy)‏ و حسد المهبل (بالإنجليزية: vagina envy)‏ في علم النفس  لحالة القلق التي قد يشعر بها العديد من الرجال بسبب الشعور بالحسد تجاه الوظائف البيولوجية للجنس الأنثوي (الحمل، الولادة، الرضاعة الطبيعية). هذه المشاعر يمكن أن تغذي التبعية الاجتماعية للمرأة، وتدفع الرجال للنجاح في مجالات أخرى من الحياة، مثل الأعمال والقانون والسياسة. كلا المصطلحين مماثلان لمفهوم حسد القضيب الذي تشعر به الأنثي، المستمد من نظرية التطور النفسي الجنسي، المقدمة في علم النفس الفرويدي. وتعالج هذه المصطلحات الديناميات الاجتماعية للأدوار الاجتماعية المحددة لكل نوع الكامنة وراء  «الحسد والفتنة تجاه الثديين والإرضاع، والحمل والإنجاب، وحسد المهبل [الذي يُمثل دلائل وعلامات التحول الجنسي وعقدة الأنوثة في الرجال، الأمر الذي يتم الدفاع عنه بوسائل نفسية واجتماعية وثقافية».